# 2018 dans la traduction
Cet article présente les faits marquants de l'année 2018 dans la traduction.

## Décès

### Mars
- 19 mars : Jürg Laederach, Écrivain et traducteur suisse.

### Mai
- 16 mai : François Bréda, Essayiste, poète, critique littéraire, traducteur, romancier et dramaturge roumain et français.

### Juin
- 20 juin : Sándor Kányádi, Poète et traducteur roumain.

### Juillet
- 2 juillet : Meic Stephens, Journaliste, poète et traducteur gallois.

### Août
- 21 août : Vesna Krmpotić, Écrivaine et traductrice croate.

### Octobre
- 18 octobre : Anthea Bell, Traductrice britannique.
- 23 octobre : Alojz Rebula, Dramaturge, essayiste et traducteur yougoslave puis slovène.